# Дарфо-Боаріо-Терме
Дарфо-Боаріо-Терме (італ. Darfo Boario Terme) — муніципалітет в Італії, у регіоні Ломбардія, провінція Брешія.
Дарфо-Боаріо-Терме розташоване на відстані близько 490 км на північ від Рима, 95 км на північний схід від Мілана, 45 км на північ від Брешії.
Населення — 15 627 осіб (2014).

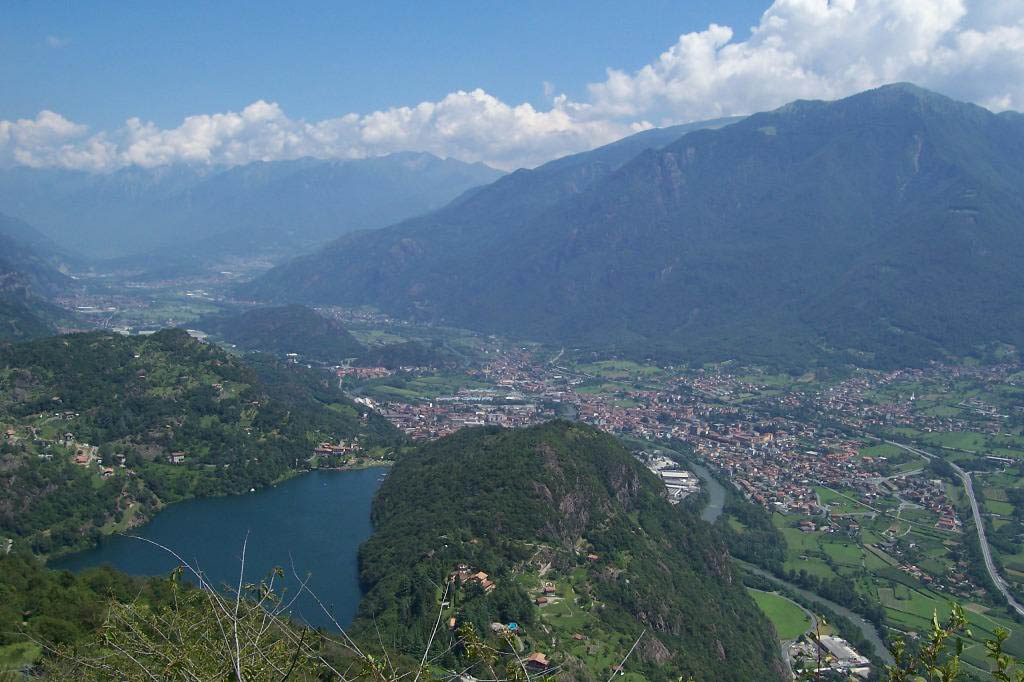

Щорічний фестиваль відбувається 15 лютого. Покровитель — Santi Faustino e Giovita.

## Демографія
Населення за роками:

Станом на 1 січня 2023 року в муніципалітеті офіційно проживали 2484 іноземці з 75 країн, серед них 721 громадянин країн Євросоюзу та 106 громадян України.

## Сусідні муніципалітети
- Анголо-Терме
- Артоньє
- Езіне
- Джаніко
- П'янконьо
- Роньо